# Oprem dobro
Deveti studijski album Ramba Amadeusa - "Oprem dobro", pojavio se na tržištu tokom 2005. godine. Naziv je dobio po psovci.
"...Kao i svi novopečeni vlasnici studija i mi smo pali u istu zamku. Najzad u mogućnosti da radimo koliko hoćemo i kad hoćemo, bez uključenog neumoljivog studijskog taksimetra, radove na ploči smo prilično oteeeegli. Radili smo puno, čak nekoliko puta promijenili naslov ploče, da ne govorimo o tome koliko je pjesama u međuvremenu nastalo, a koliko ih otpalo istisnutih novim, nadolazećim materijalom. Eto, na kraju smo se odlučili za ovih 18 komada, one koje su nešto slabije, okačićemo na sajt, pa vi prosudite da li nam je kriterijum i dalje ispravan.

## Pozadina
Ploča je prvo trebalo da se zove "17 kiselih krastavaca", čak je i Darko Vlaović napravio omot (slika 1). Zatim je RASMC odbacio ime ploče kao pretjerano pubertetski štos, samim tim je i dizajnirano rješenje kolateralno odbačeno. Odmah zatim odlučeno je da se ploča zove "Opet prvi na top listama" za šta je Vladan Srdić dobio zadatak da napravi omot. Taj teški zadatak je obavio, mi smo design zadržali, ali iz razloga kilave izdavačke industrije, predugo čekanje je proizvelo da je RASMC promjenio naslov u "Oprem dobro", što je, kao što vidite, definitivna verzija. Kako se slaže omot predviđen za naslov "Opet prvi na top listama" sa naslovom "Oprem dobro", prosudite sami. U međuvremenu je Digital Mandrack uletio sa idejom da se ploča zove "Turbo folk" i predložio sledeći omot (slika 2) i time opet uzburkao RASMC-ovu labilnu koru velikog mozga. Poslednju riječ dao je izdavač, ubijedivši RASMC-a da je radikalnost ideje posljedica nestrpljivog čekanja da se CD izda. Mada postoji potreba da autor sintagme - "turbo folk" podsjeti na pravo, originalno i pogrdno značenje ove "fraze", složili smo se da je na Balkanu šok terapije preko glave, pa smo se odlučili za nešto mekšu varijantu. U najgorem slučaju, naziv CD-a će sigurno zabaviti mlade lingviste, baveći se semantikom, semiotikom i etimologijom vog drevnog izraza.

## O albumu
Dakle, snimano u studiju "Keleraba Digital" duboko pod zemljom, u lagumima SKC-a. Usnimavali: Ivan Golouskoković, Đura, Uroš. Sjeckali, lijepili: Đura, Uroš. Pola pjesama (pogodite kojih) remixovano u studiju "Barba", tonac Dejan Vučković. Na drugoj polovini vježbala se Banda, a najsamopregorniji bio je El Gratatiero. Remasterizovao Kiki Lesendrić, na svom profesionalnom altu, i njemu posebna hvala, jer se pojavio sa riječima ohrabrenja i inicijativom u trenutku kad je RASMC već bio sit svega.
U pjesmi "Hit ljeta, mega remix" korišten arhivski dokumentarni materijal iz RASMC-ove bogate kolekcije. U pjesmi "Komedija, tragedija, drama" korišten audio kurs srpskog jezika za englesko govorno područje. U pjesmi "Demode" korišteni zvučni uzorci iz pjesme "Počnimo ljubav iz početka" A. Koraća, u arr. Zvonimira Skerla i izvođenju Nade Knežević i Jazz orkestra Radio Beograda. U pjesmi "Ljubičica" korišten zvučni uzorak pjesme "Đokonda" čijeg autora nismo uspjeli da pronađemo. Pjesma "Ich Glaube Die Liebe" je obrada benda S.Y.P.H., glas Harrz Rag. Pjesmu "Ashik mlaka vodo meraklijska" odsvirao Milovan Ilić na violini, a otpjevao Naser Rušidov. Tekst pjesme "Dik tu kava" sastavio i repovao Dragan Ristić, dramaturg i muzičar iz Beograda, lider sastava "Kal". Tvrdnju "Bolje jedno vruće nego 4 ladna" smislio je megaduhoviti Vejs, kapetan turističkog brodića "Petar" iz Herceg Novog. Možete ga naći na pristaništu "Žanjic". RASMC-u je bilo lako nakon date izjave napraviti čitav tekst. Tekstove i prevode, ostale informacije, snimke, otpale pjesme, slabe fotke, šoder svake vrste i neke veoma uspjele web aplikacije na www.ramboamadeus.com. Zahvaljujemo SKC-u u Beogradu za nesebično ustupanje prostora, struje, grijanja i interneta. Materijal rađen dugo i temeljno, tako da opravdanja nema...." - Rambo Amadeus.
"Sebično posvećeni našim malim poslovima sa tugom u srcu otkrivamo besmisao svih napora da ostavimo bar neki trag naše skromne civilizacije u vasioni. Međutim, mi smo ipak samo jedan mali beznačajni prdež ograničene svijesti nastale i nestale između dva kosmička sranja. Pa kad je već tako, onda barem uživajte u onom što vam je trenutno pod nosom." - RASMC,

## Popis pesama
| №   | Назив                        | Трајање |  |
| 1.  | Komedija, tragedija, drama   | 04:34   |  |
| 2.  | Demode                       | 04:41   |  |
| 3.  | Adrenalin                    | 04:28   |  |
| 4.  | Ashik mlaka vodo meraklijska | 03:21   |  |
| 5.  | Turbo folk                   | 04:28   |  |
| 6.  | Hit ljeta, mega remix        | 03:32   |  |
| 7.  | Plastik fantastik            | 05:00   |  |
| 8.  | Dik tu kava                  | 03:28   |  |
| 9.  | Regiment po cesti gre        | 03:42   |  |
| 10. | Bumbarov let                 | 03:50   |  |
| 11. | Čokmude                      | 04:20   |  |
| 12. |                              | 03:38   |  |
| 13. | Ljubičica                    | 01:58   |  |
| 14. | Još jedno vruće pivo         | 05:02   |  |
| 15. | Maroko, zvanična verzija     | 05:26   |  |
| 16. | Rasta mana kafu prži         | 04:28   |  |
| 17. |                              | 03:15   |  |
| 18. | Predrasude                   | 03:15   |  |

## Članovi "bande"
- Bubnjar Trut: bubnjevi, kuliranje između odmora
- El Gratatierro: zvučni uzorci, gratanje, montaža
- Mihajlo Krstić: bas gitara, jazz gitara na "Regiment po cesti gre", simulator letenja, pilotske uniforme, ložnjave raznih vrsta, burni pubertet vunderkinda
- Ivan Aksentijević Pančevac: sve komplikovane klavirske dionice, humor, optimizam, opalenje
- Marija Mihajlović: ženski glasovi
- Bičarke na travi: ženski uzdasi i recitacije
- RASMC: gitare, banjo, sekvenceri, glasovi, tekstovi, ideje, rifovi, melodije, svijest o sebi i drugima, disciplina, vizija, harmonika
- Antonije Pušić: stradanje mladog Vertera
- Digital Mandrack: unutrašnja kontrola
- Dominator: logistička web podrška
- Vladan Srdić: omot

## Prijem
Hrvatski portal Monitor je pisao da album vrlo oprezno i diskretno reciklira ostavštinu naroda bivše Jugoslavije, dodajući da su prisutni uticaji sevdaha, Arsena Dedića, Tita, kao i jedna pesma s delovima raznih popularnih narodnih pesama. Takođe je dodao da je album vrlo zanimljiv i raznovrstan, s više sadržaja i smisla. Ocenjen je sa 3,5 zvezdice.